# NGC 1597
NGC 1597 ist eine linsenförmige Galaxie vom Hubble-Typ SB?0- im Sternbild Eridanus am Südsternhimmel. Sie ist schätzungsweise 443 Millionen Lichtjahre von der Milchstraße entfernt und hat einen Scheibendurchmesser von etwa 120.000 Lj.
Das Objekt wurde am 31. Dezember 1885 von Ormond Stone entdeckt.